# Iguana Creek
Iguana Creek är ett vattendrag i Belize. Det ligger i distriktet Cayo, i den centrala delen av landet, 16 km väster om huvudstaden Belmopan.